# Amsacta sarala
Amsacta sarala är en fjärilsart som beskrevs av Embrik Strand 1919. Amsacta sarala ingår i släktet Amsacta och familjen björnspinnare. Inga underarter finns listade i Catalogue of Life.